# Alexander Alexandrowitsch Karelin
Alexander Alexandrowitsch Karelin (russisch Александр Александрович Карелин; * 19. September 1967 in Nowosibirsk) ist ein ehemaliger sowjetischer bzw. russischer Ringer. Er ist Mitglied der politischen Partei Einiges Russland und seit 1999 Abgeordneter in der Staatsduma der Russischen Föderation.

## Allgemeines
Alexander Karelin wuchs in Nowosibirsk in Westsibirien auf. Dort begann er als Elfjähriger mit dem Ringen. Er kämpfte im Superschwergewicht im griechisch-römischen Stil und wurde während seiner gesamten Karriere von Wiktor Kusnezow trainiert.
Karelin ist 1,90 m groß, wog zu seiner aktiven Zeit knapp 130 kg und verfügte über eine überragende Physis. In Verbindung mit seinem großen technischen Repertoire begründete er Ende der achtziger Jahre eine beispiellose Ära im Ringersport, die über 13 Jahre anhielt.

Karelins Markenzeichen war der verkehrte Ausheber aus dem Stand, der auch als „Karelin-Lift“ in die Geschichte einging. Diese Ringertechnik wird in der Regel in den „leichteren“ Gewichtsklassen angewendet, da hierbei der Gegner ausgehoben und rücklings auf die Matte geworfen wird. Karelin galt im Superschwergewicht weltweit als der Einzige, der in der Lage war, diese Technik erfolgreich anzuwenden. Aufgrund der für sie ungewohnten und extremen Erfahrung, vom Gegner hochgestemmt zu werden, waren die Kontrahenten Karelins mit dieser Situation meistens überfordert und wurden dadurch vorzeitig besiegt.

## Karriere

### Erfolge im Juniorenbereich
1985 gewann Alexander Karelin mit der Junioren-Weltmeisterschaft gleich bei seinem ersten internationalen Auftritt. 1986 fügte er diesem Erfolg auch noch den Titel des Junioren-Europameisters hinzu. Im gleichen Jahr sorgte Karelin mit gerade einmal 19 Jahren im sowjetischen Seniorenbereich erstmals für Aufsehen, als er in der gesamten Saison bis auf eine Ausnahme ungeschlagen blieb. Die einzige Niederlage kassierte er gegen seinen Landsmann Igor Rostorozki, der im Jahr zuvor den Weltmeistertitel der Senioren gewann.
Im August 1987 gewann Karelin im kanadischen Burnaby überlegen zum zweiten Mal die Junioren-Weltmeisterschaft. Trotzdem blieben ihm bis auf einen Weltcup die Starts bei internationalen Senioren-Turnieren vorenthalten, da er am Jahresanfang im Finale der sowjetischen Meisterschaften wiederum gegen Rostorozki unterlag. Bei den nächsten nationalen Titelkämpfen im Frühjahr 1988 konnte sich Karelin für diese Niederlage revanchieren, als er den Titelverteidiger und mittlerweile zweifachen Welt- und Europameister besiegte. Im gleichen Turnier bezwang Karelin mit dem Vize-Weltmeister von 1986 Wladimir Grigorjew auch den zweiten großen Widersacher um einen internationalen Startplatz.

### Erfolge im Seniorenbereich
Durch seinen Erfolg bei den Landesmeisterschaften war Karelin für die kommenden europäischen Titelkämpfe in Kolbotn (Norwegen) startberechtigt. Bei diesem Wettkampf demonstrierte er seine einmalige Klasse, als er sämtliche Gegner, darunter auch den schwedischen Weltmeister von 1986 Tomas Johansson, vorzeitig durch Schultersieg bezwang. Durch diesen überlegenen Auftritt katapultierte sich Karelin schlagartig in das Rampenlicht der internationalen Ringerszene. In der deutschen Fachzeitschrift „Der Ringer“, Nr. 6/1988 wurde dazu geschrieben: „Alexander Karelin dürfte der absolute sowjetische Star für die nächsten Jahre sein.“
Spätestens ab diesem Zeitpunkt galt Karelin als der Ausnahmeathlet seiner Gewichtsklasse und wurde folgerichtig vom sowjetischen Verband für die Olympischen Spiele in Seoul nominiert. Bei seinem ersten olympischen Turnier wurde er seiner Favoritenrolle gerecht und gewann im Alter von 21 Jahren die Goldmedaille. Dennoch zeigte Karelin zur Überraschung vieler Beobachter im Finale Nerven und konnte gegen den 30-jährigen Bulgaren Rangel Gerowski nur knapp nach Punkten gewinnen (5:3).
1989 gelang Alexander Karelin erstmals das Double. Dabei verteidigte er im Frühjahr in Oulu zuerst seinen Titel bei den Europameisterschaften, um sich dann im August in Martigny (Schweiz) erstmals den Weltmeistertitel bei den Senioren zu sichern. Dabei gab er im gesamten Wettkampf keinen einzigen technischen Punkt ab. Vor allem seine Spezialtechnik, der verkehrte Ausheber aus dem Stand, stellte die Gegner immer wieder vor schier unlösbare Probleme.

Auch in den nächsten zwei Jahren konnte Karelin das Double aus EM- und WM-Sieg perfekt machen. Dabei besiegte er in der Regel alle seine Gegner vorzeitig. Bei den Weltmeisterschaften 1991 in Warna traf Karelin dabei erstmals auf den US-Amerikaner Matt Ghaffari, der in den nächsten Jahren zu seinem Hauptrivalen werden sollte, ohne jedoch die Dominanz des Russen durchbrechen zu können.
Nach dem Gewinn seiner fünften Europameisterschaft gewann Alexander Karelin 1992 in Barcelona seine zweite olympische Goldmedaille. Dabei musste er nur gegen den Finnen Juha Ahokas über die volle Kampfzeit von fünf Minuten gehen, die übrigen vier Kämpfe dauerten insgesamt 5:32 min.
In der nacholympischen Saison 1993 hielt die Siegesserie des Mannes aus Sibirien unvermindert an, als er mittlerweile zum sechsten Mal in Folge die Europameisterschaften und anschließend wieder die Weltmeisterschaften gewinnen konnte. Bei dem Gewinn dieses mittlerweile vierten WM-Titels in Stockholm schulterte Karelin zwar in gewohnt eindrucksvoller Manier im Finale den Moldauer Sergei Mureiko nach 1:40 Minuten Kampfzeit, konnte aber in der Vorrunde gegen Matt Ghaffari nach langer Zeit mal wieder eine Begegnung nur relativ knapp für sich entscheiden (2:0). Trotzdem galt Karelin weiterhin als das Maß aller Dinge im griechisch-römischen Ringen der Superschweren. Folgerichtig gewann er auch in den nächsten beiden Jahren jeweils die Welt- und Europameisterschaften.
Das Wettkampfjahr 1996 war vorrangig von einer schweren Schulterverletzung geprägt, die sich Alexander Karelin im März bei den Europameisterschaften zugezogen hatte. In diesem Turnier musste er gegen den deutschen Meister René Schiekel über die Kampfzeit gehen und bei seinem 4:1-Punktsieg seit Jahren wieder eine gegnerische Punktwertung zulassen. Das Finale gegen Kotok konnte Karelin aufgrund seiner Verletzung nur „einarmig“ bestreiten, was ihn jedoch nicht daran hinderte, abermals zu triumphieren und seinen 9. EM-Titel zu holen. Im Anschluss an diesem Wettkampf folgte eine Operation an der rechten Schulter, was einen mehrmonatigen Trainingsausfall nach sich zog.
Trotz dieses Rückschlags konnte Alexander Karelin im Sommer bei den Spielen in Atlanta seinen dritten Olympiasieg feiern. Im Finale schlug er dabei seinen ärgsten Widersacher Matt Ghaffari knapp aber sicher mit 1:0 nach Punkten. Dennoch war dem Russen während des gesamten olympischen Turniers hindurch die Nachwirkungen seiner Schulter-OP anzumerken. Vor allem in der fehlenden Explosivität machte sich dies bemerkbar. Aber auch kräftemäßig war Karelin noch nicht wieder der Alte, was letztendlich darin resultierte, dass diesmal die schon beinahe zur Gewohnheit gewordenen Schultersiege ausblieben. Im Finale gegen Lokalmatador Ghaffari musste er sogar zum zweiten Mal in seiner Karriere überhaupt in die Kampf-Verlängerung gehen.
Als Alexander Karelin, nunmehr dreimaliger Olympiasieger, durch seinen Startverzicht bei der EM 1997 in Kouvola zum ersten Mal seit neun Jahren bei einer wichtigen Veranstaltung fehlte, wurde vielerorts über seinen Rückzug vom aktiven Wettkampfgeschehen spekuliert. Doch bei den Weltmeisterschaften im Herbst gleichen Jahres erschien er in alter Frische und gewann in gewohnt souveräner Art seinen nunmehr siebten WM-Titel. Dabei behielt er u. a. in einem Vorrundenkampf gegen den neuen US-amerikanischen Hoffnungsträger Rulon Gardner die Oberhand, der in den darauffolgenden Jahren Karelins alten Rivalen Ghaffari als Nummer 1 im US-Team ablösen sollte.

Bis zu den nächsten Olympischen Spielen in Sydney setzte Karelin seinen Triumphzug durch die griechisch-römische Ringerszene fort und gewann überlegen sämtliche Welt- und Europameistertitel, die bis dahin zu vergeben waren.

### Ende einer Ära
Wie schon in den Jahren zuvor galt der Titelverteidiger und nunmehr neunfache Weltmeister Alexander Karelin auch bei den Olympischen Spielen in Sydney als alleiniger Anwärter auf den Sieg. IOC-Präsident Juan Antonio Samaranch weilte daher am Tag des Finales in der Wettkampfhalle, um Karelin persönlich seine vierte olympische Goldmedaille überreichen zu können. Alles schien seinen gewohnten Gang zu laufen, nachdem der Russe nach vier schnellen Siegen im Finale dem US-Amerikaner Rulon Gardner gegenüberstand. Obwohl sich der Mann aus den Vereinigten Staaten zuversichtlich gab und bei seinen vorherigen Auftritten durchaus zu überzeugen wusste, räumten ihm selbst Journalisten aus seiner Heimat kaum Siegchancen ein. Zu übermächtig agierte der Mann aus Russland seit mehr als einem Jahrzehnt in seiner Gewichtsklasse, so dass eine Niederlage für viele der Zuschauer außerhalb ihrer Vorstellungen lag. Doch im Gegensatz zum ersten Aufeinandertreffen der beiden Protagonisten bei der WM 1997 war die Finalbegegnung vom ersten Gong an ein ausgeglichenes Gefecht. Gardner, der von seinem Trainer Dan Chandler hervorragend auf Karelin eingestellt worden war, verhinderte ein ums andere Mal, dass dieser trotz optischer Überlegenheit seine gefürchteten Griffe ansetzen konnte. Darüber hinaus schien der Russe mit nunmehr 33 Jahren (Gardner war 29) nicht mehr die physische Verfassung vergangener Tage zu besitzen, als er seine Gegner fast nach Belieben hochstemmte. Schließlich ging der Außenseiter aus den USA sogar in Führung, als er einen einzelnen Punkt zugesprochen bekam, nachdem Karelin einen Klammergriff einige Sekunden zu früh löste und dafür, aufgrund einer im Jahr zuvor eingeführten Regel, bestraft wurde. Unter Ausschöpfung all seiner Möglichkeiten rettete Rulon Gardner diesen kleinen Vorsprung über die restliche Kampfzeit und zerstörte damit den Nimbus der Unbesiegbarkeit seines Gegners. Für Karelin war die Finalniederlage nicht nur die erste Niederlage seit 13 Jahren, sondern überhaupt die erste Niederlage in einem internationalen Wettkampf.
Alexander Karelin beendete nach diesen Spielen seine internationale Ringerlaufbahn. Für seine Verdienste um den Ringersport wurde er im September 2003 als einer der ersten in die FILA International Wrestling Hall of Fame aufgenommen.

## Sonstiges
Alexander Karelin gilt auch nach Beendigung seiner aktiven Laufbahn als der weltweit populärste Ringer der Gegenwart. Seine Vorherrschaft währte länger als eine ganze Sportlergeneration und überdauerte die Karrieren der meisten Rivalen. Neben der für den Ringersport einmaligen Erfolgsbilanz, die sportartübergreifend nach wie vor wohl ihresgleichen sucht, trug auch das äußere Erscheinungsbild zum Mythos dieses Athleten bei. Dabei faszinierte die Menschen vor allem der Gegensatz zwischen dem einerseits Furcht einflößenden Kämpfer, zu dessen Training u. a. Dauerläufe mit geschulterten Baumstämmen durch knietief verschneite sibirische Wälder gehörten, und dem feingeistigen Privatmann andererseits, der aus seiner Vorliebe für Literatur und klassische Musik keinen Hehl machte.
Aufgrund der Art und Weise, mit der er seinen Sport über Jahre hinweg dominierte, bildete sich um Karelin mit der Zeit ein regelrechter Mythos heraus. Der Glaube an seiner Unbesiegbarkeit soll bei nicht wenigen Athleten so tief verwurzelt gewesen sein, dass sie sich angeblich schon im Vorfeld ihres Kampfes gegen Karelin mit der Niederlage abgefunden hätten. Daher hätten sie nur halbherzig Gegenwehr geboten, um sich ihre Kräfte für den weiteren Turnierverlauf aufzusparen. Eine US-Zeitung schrieb einmal, „Karelins Gegner dächten weniger daran, wie sie ihn bezwingen könnten, als vielmehr daran, wie sie ihm mit heiler Haut entkämen.“
1995 trat Alexander Karelin in die Hauptverwaltung Personenschutz des föderalen Dienstes der Steuerpolizei Russlands ein und wurde dort zum Generalmajor befördert. Er verließ diese jedoch wieder, als er 1999 als Abgeordneter der Partei Einiges Russland in die Duma gewählt wurde. Seitdem wurde er zwei Mal wiedergewählt. Er ist Mitglied im Komitee für internationale Angelegenheiten. Zuvor hatte er noch ein Studium an der Nowosibirsker Hochschule für Technik und Transportwesen sowie ein Studium an der Sporthochschule in Omsk absolviert. Im August 1996 wurde ihm vom damaligen Präsidenten Russlands, Boris Jelzin, die Auszeichnung Held der Russischen Föderation verliehen. Im November 1998 promovierte Alexander Karelin zum Doktor der pädagogischen Wissenschaften (kandidat nauk) und im Mai 2002 habilitierte er sich (doktor nauk) an der Akademie für Körperkultur in Sankt-Petersburg.
Alexander Karelin bekam von Hollywood mehrere Rollen als Filmbösewicht angeboten, die er allesamt ablehnte. Das Gleiche galt für eine Offerte des American-Football-Teams Dallas Cowboys, die Karelin aufgrund seiner außergewöhnlichen Physis als Spieler verpflichten wollten.
Alexander Karelin trägt den Titel Sportmeister der Sowjetunion (1988). Am 26. August 1996 wurde er als Held der Russischen Föderation per Erlass Nr. 416 des russischen Präsidenten ausgezeichnet.

## Wettkampfbilanz (Übersicht)
| Jahr | Turnier                   | Ort              | Platz | Stilart            | Gewichtsklasse     |
| ---- | ------------------------- | ---------------- | ----- | ------------------ | ------------------ |
| 1985 | U20-Weltmeisterschaften   | Colorado Springs | 1     | griechisch-römisch | Superschwergewicht |
| 1986 | U20-Europameisterschaften | Malmö            | 1     | griechisch-römisch | Superschwergewicht |
| 1987 | U20-Weltmeisterschaften   | Vancouver        | 1     | griechisch-römisch | Superschwergewicht |
| 1987 | Weltcup                   | Albany           | 1     | griechisch-römisch | Superschwergewicht |
| 1988 | Europameisterschaften     | Kolbotn          | 1     | griechisch-römisch | Superschwergewicht |
| 1988 | Olympische Sommerspiele   | Seoul            | 1     | griechisch-römisch | Superschwergewicht |
| 1988 | FILA-Grand-Prix           | Budapest         | 1     | griechisch-römisch | Superschwergewicht |
| 1989 | Europameisterschaften     | Oulu             | 1     | griechisch-römisch | Superschwergewicht |
| 1989 | Weltmeisterschaften       | Martigny         | 1     | griechisch-römisch | Superschwergewicht |
| 1990 | Europameisterschaften     | Posen            | 1     | griechisch-römisch | Superschwergewicht |
| 1990 | Weltmeisterschaften       | Rom              | 1     | griechisch-römisch | Superschwergewicht |
| 1990 | Internationales Turnier   | Pittsburgh       | 1     | griechisch-römisch | Superschwergewicht |
| 1991 | Europameisterschaften     | Aschaffenburg    | 1     | griechisch-römisch | Superschwergewicht |
| 1991 | Weltmeisterschaften       | Warna            | 1     | griechisch-römisch | Superschwergewicht |
| 1992 | Europameisterschaften     | Kopenhagen       | 1     | griechisch-römisch | Superschwergewicht |
| 1992 | Olympische Sommerspiele   | Barcelona        | 1     | griechisch-römisch | Superschwergewicht |
| 1993 | Europameisterschaften     | Istanbul         | 1     | griechisch-römisch | Superschwergewicht |
| 1993 | Weltmeisterschaften       | Stockholm        | 1     | griechisch-römisch | Superschwergewicht |
| 1994 | Europameisterschaften     | Athen            | 1     | griechisch-römisch | Superschwergewicht |
| 1994 | Weltmeisterschaften       | Tampere          | 1     | griechisch-römisch | Superschwergewicht |
| 1995 | Europameisterschaften     | Besançon         | 1     | griechisch-römisch | Superschwergewicht |
| 1995 | Weltmeisterschaften       | Prag             | 1     | griechisch-römisch | Superschwergewicht |
| 1996 | Europameisterschaften     | Budapest         | 1     | griechisch-römisch | Superschwergewicht |
| 1996 | Olympische Sommerspiele   | Atlanta          | 1     | griechisch-römisch | Superschwergewicht |
| 1997 | Weltmeisterschaften       | Breslau          | 1     | griechisch-römisch | Superschwergewicht |
| 1998 | Europameisterschaften     | Minsk            | 1     | griechisch-römisch | Superschwergewicht |
| 1998 | Weltmeisterschaften       | Gävle            | 1     | griechisch-römisch | Superschwergewicht |
| 1999 | Europameisterschaften     | Sofia            | 1     | griechisch-römisch | Superschwergewicht |
| 1999 | Weltmeisterschaften       | Athen            | 1     | griechisch-römisch | Superschwergewicht |
| 2000 | Europameisterschaften     | Moskau           | 1     | griechisch-römisch | Superschwergewicht |
| 2000 | Olympische Sommerspiele   | Sydney           | 2     | griechisch-römisch | Superschwergewicht |

## Internationale Meisterschaften
(OS = Olympische Spiele, WM = Weltmeisterschaft, EM = Europameisterschaft, GR = griech.-röm. Stil, SS = Superschwergewicht, bis 130 kg Körpergewicht)
- 1985, 1. Platz, Junioren-WM in Colorado Springs, GR, SS, vor Ilja Walliliew, Bulgarien, György Kékes, Ungarn und Carlton Haselring, USA;
- 1986, 1. Platz, Junioren-EM in Malmö, GR, SS, vor Fabio Valguarnera, Italien und Kékes;
- 1987, 1. Platz, Junioren-WM in Vancouver, GR, SS, vor Andrew Borodew, Kanada, Rumen Zyprianow, Bulgarien, Nils Stffensen, Dänemark und Fabio Valguarnera;
- 1987, 1. Platz, World-Cup-Turnier in Albany/USA, GR, SS, vor Juan Poulot, Kuba, Jeffrey Blatnick, USA und Kenichi Mikosawa, Japan;
- 1988, 1. Platz, EM in Kolbotn/Norwegen, GR, SS, vor Krassimir Radoew, Bulgarien, Tomas Johansson, Schweden, Cinan Kecman, Jugoslawien, Ioan Grigoraș, Rumänien und Slawomir Zrobek, Polen;
- 1988, Goldmedaille, OS in Seoul, GR, SS, vor Rangel Gerowski, Bulgarien, Johansson, Hassan Alhadad, Ägypten, László Klauz, Ungarn und Kazuya Deguchi, Japan;
- 1988, 1. Platz, FILA-Grand-Prix-Turnier in Budapest, GR, SS, vor László Klauz, Ungarn, László Tóth, Ungarn, Ioan Grigoraș und Rangel Gerowski;
- 1989, 1. Platz, EM in Oulu, GR, SS, vor Zrobek, Johansson, György Kékes, Radoew und Juha Ahokas, Finnland;
- 1989, 1. Platz, WM in Martigny,/Schweiz, GR, SS, vor László Klauz, Johansson, Krassimir Angelow, Bulgarien, Andrew Borodow, Kanada und Alain Bifrare, Schweiz;
- 1990, 1. Platz, EM in Posen, GR, SS, vor Gerowski, Ioan Grigoraș, László Klauz, Lubomir David, Tschechoslowakei und Alexander Neumüller, Österreich;
- 1990, 1. Platz, WM in Rom, GR, SS, vor Johansson, Gerowski, Neumüller, László Klauz und Matt Ghaffari, USA;
- 1991, 1. Platz, EM in Aschaffenburg, GR, SS, vor Johansson, Kékes, Panagiotis Pikilidis, Griechenland, Raimund Edfelder, BRD und Neumüller;
- 1991, 1. Platz, WM in Warna, GR, SS, vor Matt Ghaffari, Gerowski, László Klauz, Jerzy Choromanski, Polen und Jeff Thue, Kanada;
- 1992, 1. Platz, EM in Kopenhagen, GR, SS, vor Ioan Grigoraș, Kékes, Ahokas, Gerowski und Madis Õunapuu, Estland;
- 1992, Goldmedaille, OS in Barcelona, GR, SS, vor Johansson, Ioan Grigoraș, László Klauz, Borodew, Lei Tian, Volksrepublik China und Ahokas;
- 1993, 1. Platz, EM in Istanbul, GR, SS, vor Peter Kotok, Ukraine, Sergei Mureiko, Moldawien, Pikilidis, Radoew und Mario Mikatek, Kroatien;
- 1993, 1. Platz, WM in Stockholm, GR, SS, vor Sergei Mureiko, Johansson, Kotok und László Klauz;
- 1994, 1. Platz, EM in Athen, GR, SS, vor Kékes, Kotok, Saban Donat, Türkei, Pikilidis uö. Alexander Enew, Bulgarien;
- 1994, 1. Platz, WM in Tampere, GR, SS, vor Héctor Milián, Kuba, Kotok, Johansson, Mile Radakovic, ehem. Jugoslawien und Ghaffari;
- 1995, 1. Platz, EM in Besançon, GR, SS, vor Donat, Sergei Mureiko, Ahokas, Kotok und Edfelder;
- 1995, 1. Platz, WM in Prag, GR, SS, vor Sergei Mureiko, Ghaffari, Ahokas, Juri Jewtschenko, Ukraine und Johansson;
- 1996, 1. Platz, EM in Budapest, GR, SS, vor Kotok, Sergei Mureiko, Ahokas, René Schiekel, BRD und Johansson;
- 1996, Goldmedaille, OS in Atlanta, GR, SS, vor Matt Ghaffari, Sergei Mureiko, Kotok, Pikilidis und René Schiekel;
- 1997, 1. Platz, WM in Breslau, GR, Ss, vor Mihály Deák Bárdos, Ungarn, Héctor Milián, Sergei Mureiko, Rulon Gardner, USA und Kotok;
- 1998, 1. Platz, EM in Minsk, GR, SS, vor Heorhij Soldadse, Ukraine, Sergei Mureiko, Mihály Deák Bárdos, Dmitzi Debelka, Belarus und Jewtschenko;
- 1998, 1. Platz, WM in Gävle, GR, SS, vor Ghaffari, Jewtschenko, Mirian Giorgadse, Georgien, Heorhij Soldadse und Sergei Mureiko;
- 1999, 1. Platz, EM in Sofia, GR, SS, vor Anastasios Sofianidis, Griechenland, Giuseppe Giunta, Italien, Eddy Bengtsson, Schweden und Debelka;
- 1999, 1. Platz, WM in Athen, vor Héctor Milián, Sergei Mureiko, Giunta, Heorhij Soldadse und Dremiel Byers, USA;
- 2000, 1. Platz, EM in Moskau, GR, SS, vor Sergei Mureiko, Mihály Deák Bárdos, Jewtschenko, David Vala, Tschechien und Bengtsson;
- 2000, Silbermedaille, OS in Sydney, GR, SS, hinter Rulon Gardner und vor Debelka, Jewtschenko, Héctor Milián und Heorhij Soldadse